# 서해조
서해조(徐海朝, 1689년 ~ 1770년)는 조선의 문신이다. 본관은 연산(連山). 자는 종지(宗之), 호는 구구재(九九齋).

## 생애
충청도 대흥현(현 충청남도 예산군 광시면) 출신이다. 
1714년(숙종 40) 생원시에 합격하고, 1735년(영조 11년) 참봉(參奉)으로서 증광 문과에 병과로 급제하였다. 1745년에는 연풍현감을 지내고, 1751년(영조 27년) 사헌부지평이 되었다. 이어 이조정랑을 지내고, 1753년 황해도 향시(鄕試), 1755년 전라도 향시를 주관하였다. 1763년 병조참의에 오르고, 1770년 동지중추부사가 되었다.

## 저서
- 『두시보주(杜詩補注)』
- 『좌사초류(左史抄類)』

## 가족
- 증조부 : 서효적(徐效積)
  - 조부 : 서필행(徐必行)
    - 부(父) : 서욱

  - 외조부 : 박율(朴繘)
    - 처부(妻父) : 김상익(金商翼)